# Filippo Vitali
Filippo Vitali (Firenze, 1590 – Firenze, 10 novembre 1654) è stato un compositore e cantore italiano.

## Biografia
Sacerdote, fu ammesso come cantore nella cappella papale a Roma il 10 giugno 1631 e fu al servizio dei Barberini come compositore e musicista. 
Il 4 ottobre 1645, annunciò ai suoi colleghi della cappella papale di aver ottenuto il permesso dal papa di ritirarsi a Firenze con un beneficio e una pensione. 
Dal 21 settembre 1648 al 17 dicembre 1649 fu maestro di cappella presso Santa Maria Maggiore a Bergamo.
Dal 21 giugno 1651 alla morte (10 novembre 1654) fu maestro di cappella in Santa Maria del Fiore a Firenze, dove succedette a Marco da Gagliano.
Come compositore si dedicò sia alla musica profana sia a quella religiosa. Con i suoi Hymni Urbani VIII (1636) evidenziò di aver assimilato pienamente la tecnica della polifonia tradizionale, anche se si distinse soprattutto per lo sviluppo della monodia, presente nei tre Libri di madrigali (1616-1629).
Tra le sue composizioni sono compresi 3 Libri di madrigali a cinque voci (1616-1629); Musiche a due, tre, sei voci (1617); Musiche a una, due voci con il basso per l'organo (1618); Musiche a una, due, tre voci per cantare nel cimbalo (1620); Concerto (1629); Madrigali e altri generi di canti a una, due, tre, quattro, cinque, sei voci, Lib.I (1629); Arie a una, due, tre voci (1632); Arie a tre voci (1635-1639); Musiche a tre voci, Lib.V (1647); Sacrae Cantiones a sei voci (1625); Sacrae modulationes a una, due, tre, quattro, cinque voci (1631); Mottetti; Inni (1636); Salmi (1641); Messe, responsori e mottetti de' morti a quattro voci (1646).
Compose L'Aretusa (1620), uno dei primi drammi per musica rappresentati a Roma nei primi tre decenni del Seicento e uno dei pochi di cui ci è pervenuta la partitura, che si caratterizzò per la saldatura fra la tradizione polifonica romana con l'innovativo “recitar cantando” fiorentino; nel 1628 Cocchiata delli accademici rugginosi fu rappresentata a Firenze e nel 1642 Narciso et Ecco immortalati al Teatro Santi Giovanni e Paolo di Venezia.
Morì a Firenze il 10 novembre 1654.